# نشریه محاسبات نمادین
نشریه محاسبات نمادین یک نشریه علمی ماهانه و با داوری همتا است که به تمامی جنبه‌های محاسبات نمادین می‌پردازد. این نشریه ابتدا توسط Academic Press و سپس توسط Elsevier منتشر شده است. هدف این نشریه هم ریاضیدانان و هم دانشمندان کامپیوتر میباشد. این نشریه در سال ۱۹۸۵ توسط برونو بوخبِرگر تأسیس شد که تا سال ۱۹۹۴ سردبیر آن بود.
این نشریه موضوعات متنوعی را پوشش می‌دهد، از جمله:
- جبر کامپیوتری، که به عنوان برترین نشریه در این زمینه شناخته می‌شود.
- هندسه محاسباتی
- اثبات قضایای خودکار
- کاربردهای محاسبات نمادین در آموزش، علم، و صنعت

بر اساس گزارش‌های استنادی نشریات، ضریب تأثیر این نشریه در سال ۲۰۲۰ برابر با 0.847 است. این نشریه توسط اسکوپوس و شاخص استنادی علوم چکیده و نمایه‌سازی شده است.

## مطالعات بیشتر
- International Symposium on Symbolic and Algebraic Computation[۱]
- Higher-Order and Symbolic Computation[۲]